# دیگو لوپیس
دیگو لوپیس (انگلیسی: Diego Llopis; ۲ مهٔ ۱۹۲۹ – ۱۱ نوامبر ۲۰۱۳) بازیکن فوتبال اهل اسپانیا بود.
از باشگاه‌هایی که در آن بازی کرده‌است می‌توان به باشگاه ورزشی رئال مایورکا اشاره کرد.